# Gustav Pescatore
Gustav Pescatore (* 15. August 1850 in Landsberg an der Warthe; † 11. März 1916 in Greifswald) war ein deutscher Jurist und Hochschullehrer.
Gustav Pescatore war der Sohn eines Landsberger Rechtsanwaltes. Er studierte von 1870 bis 1874 in Berlin, Heidelberg und Marburg. Er promovierte 1875 in Marburg und wurde dort 1881 außerordentlicher Professor. Danach war er Ordinarius an der Universität Gießen. Im April 1884 bekam er das Ordinariat für Römisches Recht und Zivilprozeß an der Universität Greifswald. 1893 wurde er zum Rektor der Universität gewählt. Im April 1915 musste er sich wegen einer schweren Erkrankung emeritieren lassen.
Sein einziger Sohn fiel 1914 im Ersten Weltkrieg. Seine Tochter Anni (1884–1947) wurde Kunsthistorikerin.

## Schriften (Auswahl)
- Die sogenannte alternative Obligation. Elwert, Marburg 1880 (Digitalisat).
- Die Glossen des Irnerius. Abel, Greifswald 1888 (Digitalisat).
- Placentini Summa „Cum essem Mantue“ siue de accionum uarietatibus (= Beiträge zur mittelalterlichen Rechtsgeschichte. 5, ZDB-ID 539420-X = Wissenschaftliche Beilage zum Vorlesungsverzeichnis der Universität Greifswald. Michaelis 1897). s. n., Greifswald 1987, (Digitalisat in der Digitalen Bibliothek Mecklenburg-Vorpommern).
- Miscellen. (Zur Rechtsgeschichte des 12., 13. und 16. Jahrhunderts) (= Wissenschaftliche Beilage zum Vorlesungsverzeichnis der Universität Greifswald. Herbst 1901, ZDB-ID 1072652-4). s. n., Greifswald 1901, (Digitalisat in der Digitalen Bibliothek Mecklenburg-Vorpommern).
- Die Wahlschuldverhältnisse (= Abhandlungen zum Privatrecht und Civilprozeß des Deutschen Reiches. Bd. 13, H. 1, ZDB-ID 501698-8). Beck, München 1905, (Digitalisat).
- Die Distinktionensammlung des Ms. Bonon. Colleg. Hisp. Nr. 73. Festschrift der Universität Greifswald zum Rektoratswechsel am 15. Mai 1913. s. n., Greifswald 1913, (Digitalisat).